# Kwon Beop
Der koreanische Begriff Kwon Beop (kor. 권법, 拳法, revidierte Romanisierung Gwon Beop) bedeutet wörtlich „Methode der Faust“ und ist die koreanische Übersetzung des chinesischen Begriffs Quánfǎ. Kwon Beop war keine bestimmte Kampfkunst, sondern stellte einen Oberbegriff für waffenlose Techniken dar. Im Muye Dobo Tongji werden sowohl diese als auch Waffentechniken beschrieben.